# Aksel Nõmmela
Aksel Nõmmela (Tallinn, 22 oktober 1994) is een Estisch voormalig profwielrenner wielrenner.

## Carrière
In 2011 won Nõmmela de massasprint in de vierde etappe van de Ronde van de regio Łódź, voor zijn landgenoot Oskar Nisu en de Pool Patryk Komisarek. Later dat jaar nam hij deel aan het wereldkampioenschap: in de wegrit voor junioren werd hij negentiende. In 2015 nam hij onder meer deel aan de eerste Europese Spelen, werd hij vijfde in het Estisch kampioenschap op de weg en werd hij tweede in een etappe in de Ronde van de Toekomst.
In 2016 reed hij voor het Luxemburgse Leopard Pro Cycling. In april kwam hij dicht bij zijn eerste overwinning voor die ploeg: in de derde etappe van de ZLM Tour moest hij in de massasprint enkel Andreas Stokbro en Iván García voor zich dulden. In juni werd hij zevende op het nationale kampioenschap tijdrijden en vierde in de wegwedstrijd. In oktober nam hij voor de vierde maal in zijn carrière deel aan het wereldkampioenschap: in Doha wist hij achtste te worden in de wegrit voor beloften.
In maart 2017 nam Nõmmela deel aan twee wedstrijden op het Griekse eiland Rodos: in de Grote Prijs van Rhodos, een eendagskoers, werd hij twintigste. In de daaropvolgende week stond hij aan de start van de driedaagse Ronde van Rhodos, waar hij, door telkens bij de beste twintig renners te finishen, tiende werd in het eindklassement. Een kleine maand later won hij de laatste rit in de Triptyque des Monts et Châteaux.
In 2018 maakte hij de overstap naar BEAT Cycling Club. Hij won op 8 juli 2018 de Grand Prix Albert Fauville - Baulet. Een 1.2 koers in Frankrijk.
Voor 2019 heeft hij een contract bij WB-Aqua Protect-Veranclassic getekend.

## Overwinningen
2011
4e etappe Ronde van de regio Łódź
2017
3e etappe deel B Triptyque des Monts et Châteaux
2018
Mémorial Albert Fauville

## Resultaten in voornaamste wedstrijden
|      | \| Jaar \| Gent-Wevelgem \| Parijs-Tours \| \| WK op de weg \| \| ---- \| ------------- \| ------------ \| \| ------------ \| \| 2017 \| \| \| \| opgave \| \| 2018 \| \| \| \| \| \| 2019 \| \| 25e \| \| \| \| 2020 \| 77e \| \| \| \| |              |  |              |
| Jaar | Gent-Wevelgem | Parijs-Tours |  | WK op de weg |
| 2017 | |              |  | opgave       |
| 2018 | |              |  |              |
| 2019 | | 25e          |  |              |
| 2020 | 77e |              |  |              |

## Ploegen
- 2016 –  Leopard Pro Cycling
- 2017 –  Leopard Pro Cycling
- 2018 –  BEAT Cycling Club
- 2019 –  WB-Aqua Protect-Veranclassic
- 2020 –  Bingoal-Wallonie Bruxelles

Brockhoff · Dieteren · Foti · Krieger · Leyder · Mandrysch · Morabito · Nõmmela · Olesen · Schlechter · Silvestre · Vanden Bak · Wirtgen · Zangerlé
Abraham · Desale · Havik · Livyns · Maas · Mengoulas · Nõmmela · Tietema · Van Dyck
Dehaes · Ista · Jules · Liepiņš · Lietaer · Molly · Mortier · Nõmmela · Paasschens · Peyskens · Planckaert · Robeet · Six · Spengler (t/m 10 oktober) · Taminiaux · T. Wirtgen · Castrique (stagiair) · Huys (stagiair) · Paquot (stagiair) · L. Wirtgen (stagiair)
Castrique · De Bie · Huys · Ista · Lietaer · Livyns · Molly · Mortier · Nõmmela · Paasschens · Peyskens · Planckaert · Robeet · Six · Suter · Taminiaux · Vallée · Vanendert · L. Wirtgen · T. Wirtgen